# یسی (پدر داوود)

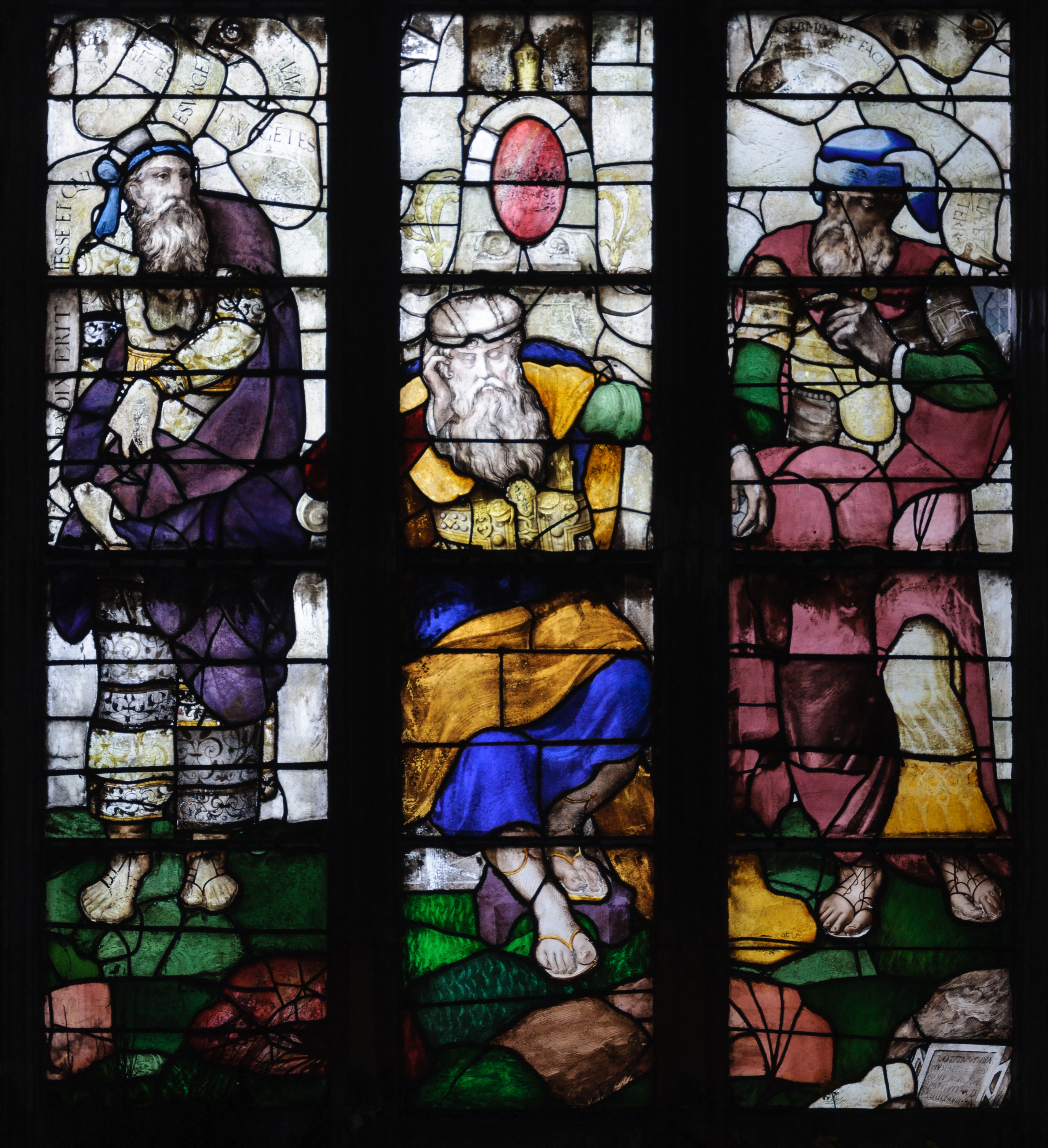
یسی

ایشای (عبری: יִשַׁי به معنی هدیه خداوند)، شخصی از نسل عوبید پسر بوعز و روت است. ایشای در بیت‌لحم زاده شد. او هشت پسر داشت که کوچک‌ترین آنها داوود بود که چوپانی رمه‌های پدر خود را انجام می‌داد. آخرین نوشته‌های راجع به او در ارتباط با پناهگاهی است که داوود برای او از پادشاه موآب درخواست نمود. نام ایشای در عهد جدید و در نسب‌نامه عیسی آمده است. چندجا در عهد عتیق نام داوود بن‌ ایشای(پسر ایشای ) آمده است.